# Tumeur d'Abrikossof
 Mise en garde médicale
La tumeur d'Abrikossof (ou tumeur à cellules granuleuses est une petite tumeur bénigne, de quelques millimètres à 2 centimètres de diamètre, dure, d'aspect blanchâtre, siégeant n’importe où sur le corps ou sur une muqueuse. Elle siège souvent sur la langue (dans plus d'un tiers des cas). On décrit des atteintes cutanées ou muqueuses (de toutes les muqueuses digestives mais aussi au niveau des voies respiratoires).
Elle touche adultes et enfants.
C'est un schwannome à cellules granuleuses. 
Le diagnostic sera fait par l’histologie (cytoplasme micro-granuleux) pour le différencier d'un histiocytofibrome.
Le traitement en est chirurgical.